# Гатри, Саванна
Сава́нна Кларк Га́три (англ. Savannah Clark Guthrie; 27 декабря 1971, Мельбурн, Австралия) — американская журналистка, телеведущая и юристка.

## Биография
Саванна Кларк Гатри родилась 27 декабря 1971 года в Мельбурне (Австралия) в семье горного инженера (ум. в 1987 или 1988 году от сердечного приступа). В двухлетнем возрасте, семья Гатри эмигрировала из Австралии в США, где поселилась в Тусоне, штат Аризона.
Гатри окончила «Amphitheater High School». Она получила степень в области журналистики в Аризонском университете, получив латинские награды в 1993 году. После того, как в течение нескольких лет она проработала журналисткой, Гатри решила получить второе высшее образование — в 2002 году она с отличием окончила Джорджтаунский университет, получив степень доктора в области юридических наук.

## Карьера
Гатри наиболее известна как ведущая таких ток-шоу как: «White House Correspondent» (2008—2011), «The Daily Rundown» (2010—2011),
«Today» (2012—), «Chief Legal Analyst» (2011—) и «Macy's Thanksgiving Day Parade» (2012—).
Также Гатри исполнила несколько камео-ролей в фильмах и телесериалах.

## Личная жизнь
В 2005—2009 годы Гатри была замужем за телеведущим Марком Орчердом.
С 15 марта 2014 года Гатри замужем во второй раз за политическим консультантом Майклом Фельдманом, с которым она встречалась 5 лет до их свадьбы. У супругов есть двое детей — дочь Вейл Гатри Фельдман (род. 13.08.2014) и сын Чарльз Макс Фельдман (род. 08.12.2016).
В сентябре 2019 года Гатри перенесла пневмонию.
В настоящее время Гатри вместе с мужем и детьми проживает в Нью-Йорке, штат Нью-Йорк.